# جميع الكلاب تذهب إلى الجنة 2
جميع الكلاب تذهب إلى الجنة 2 (بالإنجليزية: All Dogs Go to Heaven 2)‏ هو فيلم رسوم متحركة أمريكي صدر عام 1996 وهو تكملة لفيلم جميع الكلاب تذهب إلى الجنة من عام 1989.

## القصة
يلتقي تشارلي، وهو راعي ألماني، مع أفضل صديق له، الرقيب داتشوند، الذي وصل إلى الجنة بعد أن أصيب باختناق من ساق دجاجة. على الرغم من أن الرقيب بدأ يحب الجنة، إلا أن تشارلي يجدها مملة ويتوق إلى بعض الإثارة.
في هذه الأثناء، يتظاهر بولدوغ كاريفيس بأنه «جيد» في الجنة، لكنه في الواقع يريد أن يتآمر مع قطة شريرة تدعى قرمزي؛ للقبض على كل كلاب الجنة، وتأخذهم إلى الجحيم. وللقيام بذلك، عليه أن يسرق بوق جبرائيل، الذي يفتح ويغلق جميع أبواب السماء. في إحدى محاولات السطو، يسقط ندب بطريق الخطأ على الأرض.
أنابيل، «ملاك الكلاب»، تعلن للجميع أن بوف جبرائيل قد سُرق. ثم يرى تشارلي فرصة لمغادرة الجنة ويقنعها بالسماح له بالعودة إلى الأرض لجلب بوق جبرائيل. توافق أنابيل، ويرسل أيضًا الرقيب داششوند مع تشارلي على الرغم من أنه لا يريد ذلك. على الأرض، يقع تشارلي في حب ستر أيرلندي جميل اسمه ساشا، ويكتشف أنها كانت تساعد صبيًا يدعى ديفيد، كان قد هرب من المنزل. ثم يحاول تشارلي استعادة البوق، بينما يقنع ديفيد بالعودة إلى المنزل.

## روابط خارجية
- جميع الكلاب تذهب إلى الجنة 2 على موقع IMDb (الإنجليزية)
- جميع الكلاب تذهب إلى الجنة 2 على موقع روتن توميتوز (الإنجليزية)
- جميع الكلاب تذهب إلى الجنة 2 على موقع نتفليكس (الإنجليزية)
- جميع الكلاب تذهب إلى الجنة 2 على موقع ألو سيني (الفرنسية)
- جميع الكلاب تذهب إلى الجنة 2 على موقع Turner Classic Movies (الإنجليزية)
- جميع الكلاب تذهب إلى الجنة 2 على موقع أول موفي (الإنجليزية)
- جميع الكلاب تذهب إلى الجنة 2 على موقع بوكس أوفيس موجو (الإنجليزية)
- جميع الكلاب تذهب إلى الجنة 2 على موقع فيلمافينيتي (الإسبانية)
- جميع الكلاب تذهب إلى الجنة 2 على موقع قاعدة بيانات الأفلام السويدية (السويدية)
- جميع الكلاب تذهب إلى الجنة 2 على موقع قاعدة بيانات الفيلم (الإنجليزية)